# Gilles de Rais
Gilles de Rais (kasteel Champtocé-sur-Loire, ca. 1405 - Nantes, 26 oktober 1440) was een zoon van Guy de Laval en Marie de Craon, die door dit huwelijk erfgenaam was van een groot grondgebied in Bretagne en Anjou. Na het overlijden van zijn ouders kwam hij op zijn elfde in het bezit van deze gebieden. Zijn macht en bezit werden immens vergroot door zijn huwelijk met Cathérine de Thouars. Hij werd de rijkste edelman van Europa, maar kreeg daardoor ook veel jaloerse vijanden.

## Biografie
In de Honderdjarige Oorlog koos Gilles de Rais de kant van Karel VII van Frankrijk. Hij begeleidde Jeanne d'Arc bij het ontzetten van Orléans (mei 1429). Verschillende belangrijke personen noemden hem een waardige ridder, en hij werd op zijn 25ste benoemd tot maarschalk van Frankrijk.
Na 1433 nam zijn leven een wending. Door spilzucht en pronkerij verspeelde Gilles de Rais nagenoeg zijn hele vermogen. Hij stortte zich in de alchemie, de magie en, zoals hij later onder marteling bekende, exorcisme. Daarvoor nam hij de Florentijnse priester Francesco Prelati in dienst. Toen het hen maar niet wilde lukken om metaal in goud te veranderen, was Gilles de Rais gedwongen om zijn landen te verkopen. Kopers waren onder anderen Jan V van Bretagne en zijn kanselier, bisschop Malestroit van Nantes. In minder dan twee jaar had hij 40 kastelen verkocht.
Na 1432 was Gilles betrokken bij een reeks kindermoorden. Er zouden zelfs honderden jonge jongens zijn omgebracht. Hij had een aantal helpers die hij eropuit stuurde om hem jongens te bezorgen.
In september 1440 wilde hij een kasteel dat hij verkocht had weer in handen krijgen. Hij had nog maar twee kastelen in plaats van tientallen, en dat was niet voldoende voor iemand van zijn stand. Hij ontvoerde en mishandelde de broer van de nieuwe eigenaar. Die broer was echter priester, en De Rais ontvoerde hem tijdens de mis. Dat werd uiteraard gezien als een grote zonde. Bisschop Malestroit zag zijn kans schoon en liet Gilles de Rais dagvaarden. Aan de reeks moorden kwam een einde toen De Rais werd opgepakt. Het kerkelijk onderzoek bracht ook de moorden aan het licht. Tijdens zijn proces hebben de ouders van vermiste kinderen in de omgeving en Gilles' eigen 'partners in crime' tegen hem getuigd.
Gilles de Rais moest zich tegenover het gerechtshof verantwoorden voor 49 wandaden waarvan hij werd beschuldigd. In eerste instantie ontkende hij naar eer en geweten ook maar iets te maken te hebben gehad met duivelse praktijken en sodomie, maar hij werd al snel gemarteld. En zo bekende Gilles de Rais schuldig te zijn aan alles waarvan hij beschuldigd werd. Op 26 oktober 1440 werd hij opgehangen boven een brandstapel. Maar voordat het lijk kon verbranden, werd het er door edelen af gehaald. Hij werd begraven, wat naar hun mening passender was voor een man van adel.

## Schuldvraag
Tegenwoordig wordt er makkelijk van uitgegaan dat Gilles de Rais die duivelse daden ook daadwerkelijk heeft begaan. Toch zien velen al sinds die tijd de hele rechtszaak als een oplichterspraktijk: het was algemeen geweten dat als Gilles de Rais beschuldigd zou worden van ketterij of zou overlijden, zijn bezittingen automatisch aan hertog Jan van Bretagne en bisschop Malestroit zouden toevallen. De hertog was zelfs zo zeker van de uitkomst van de rechtszaak dat hij het land dat hij van Gilles zou moeten krijgen al op 3 september had verkocht, 15 dagen voor de rechtszaak.
Op 26 oktober 1440 werd Gilles de Rais in Nantes geëxecuteerd, wegens een bekentenis die door marteling was afgedwongen. Het was in die tijd niet ongebruikelijk om te bekennen, om zo van de marteling af te zijn. Wat er waar is van Gilles de Rais' bekentenissen is vatbaar voor discussie.

## Inspiratiebron
Zijn daden hebben hun sporen nagelaten in sprookjes en mythen. De kastelen waarin de gruweldaden zogenaamd zouden hebben plaatsgevonden, worden nog altijd aangewezen als de plaats waar Blauwbaard zou hebben huisgehouden. Hij werd een inspiratiebron voor onder andere de roman De duivel en de maagd van Hubert Lampo, de novelle Gilles & Jeanne van Michel Tournier, de stripserie Tristan van Jacques Martin, en Gilles!, een monoloog voor Jan Decleir uit 1989, en Gilles en de nacht, een toneeltekst voor theatergezelschap De Paardenkathedraal uit 1994, beide van Hugo Claus. Ook in Joris-Karl Huysmans' roman Là-Bas (Uit de Diepte, vertaald door Geerten Meijsing en Kees Snel) worden de gruweldaden van Gilles de Rais beschreven. Hij speelt ook een belangrijke rol in de roman Les fleurs bleues van Raymond Queneau. Ook de metalbands Celtic Frost en Cradle of Filth (voor het in 2008 verschenen album Godspeed on the Devil's Thunder) hebben inspiratie geput uit de mythen rondom De Rais. De Japanse animeseries Fate/Zero en Drifters gebruiken in hun series De Rais als een slechterik. In 2016 bracht avant-garde saxofonist en componist John Zorn het conceptalbum 49 Acts of Unspeakable Depravity in the Abominable Life and Times of Gilles de Rais uit. Ook in de stripreeks De Rode Ridder wordt De Rais ten tonele gebracht in het tweeluik rond Jeanne d'Arc, met Gilles die als jonge knaap in het bezit komt van de Judasgraal, waar hij als jonge snaak al uit dronk en daardoor bezeten zou zijn geraakt, met het gekende gevolg.

## Over Gilles de Rais
- Gabory, Emile, Alias Bluebeard: The Life and Death of Gilles De Raiz, Brewer & Warner Inc., 1930
- Lampo, Hubert,: De duivel en de maagd. Den Haag, Stols, 1955
- Benedetti, Jean, Gilles de Rais: The Authentic Bluebeard (The Real Bluebeard: The Life of Gilles de Rais), 1971
- Lucie-Smith, Edward, The Dark Pageant, Gay Mens Press, 1977
- Berents, D.A., Gilles de Rais: de moordenaar en de mythe, 's-Gravenhage, Martinus Nijhoff, 1982
  - Berents, Dick, Slachtbank. De kindermoorden van maarschalk Gilles de Rais, Soesterberg, Aspekt, 2013 (herschreven en uitgebreide editie van Berents 1982)
- Tournier, Michel, Gilles & Jeanne, Amsterdam, Meulenhoff, 1984
- Reliquet, Philippe, De magie van het kwaad: Gilles de Rais en de Middeleeuwen, 1404-1440, Amsterdam/Brussel, Elsevier, 1985
- Engelstad, Carl Fredrik, In het land der levenden. De wonderbaarlijke en gruwelijke geschiedenis van Jeanne d'Arc en Gilles de Rais, Schoorl, Uitgeverij Conserve, 1988
- Crowley, Aleister, The Forbidden Lecture, (How I got expelled from Oxford) On Gilles de Rais, 1990
- Huysmans, JK, Uit de Diepte, Amsterdam, De Arbeiderspers, 1990
- Nye, Robert, The Life and Death of My Lord Gilles de Rais, Abacus, 1990
- Queneau, Raymond, De blauwe bloemen, Amsterdam, De Bezige Bij, 1992
- Cazacu, Matei, Barbablù: La vera storia di Gilles de Rais, Mondadori, 2008
- Fudge, Thomas A., Medieval Religion and its Anxieties: History and Mystery in the Other Middle Ages (The New Middle Ages), Palgrave Macmillan, 2016